# Eugeniusz Wiśniowski
Eugeniusz Wiśniowski (ur. 24 grudnia 1929 w Czechowicach zm. 6 kwietnia 2008 roku w Lublinie) – historyk, mediewista, badacz dziejów Kościoła w Polsce.

## Życiorys
Magisterium uzyskał na Katolickim Uniwersytecie Lubelskim w 1955 (był uczniem Jerzego Kłoczowskiego), doktorat obronił w 1963 na Uniwersytecie Warszawskim (Rozwój sieci parafialnej w prepozyturze wiślickiej w średniowieczu. Studium geograficzno historyczne). Od 1955 aspirant, od 1957 – asystent, a od 1963 adiunkt katedry historii kultury polskiej KUL. Habilitacja w 1970 na Uniwersytecie Warszawskim (Rozwój organizacji parafialnej w Polsce do czasów Reformacji oraz Prepozytura wiślicka do końca XVIII w.). W został 1971 docentem, w 1980 profesorem nadzwyczajnym, a w 1992 profesorem zwyczajnym. W latach 1988–1992 kierownik Sekcji Historii KUL, 1979-1983 dyrektor Ośrodka Kultury Niderlandzkiej KUL. Członek PTH, TNKUL, Komisji Porównawczej Kościołów PAN, Lubelskiego Towarzystwa Naukowego, Towarzystwa Instytutu Europy Środkowowschodniej, Klubu Inteligencji Katolickiej w Lublinie, Zarządu Instytutu Geografii Historycznej Kościoła w Polsce.
Główne zainteresowania badawcze: szeroko pojęta problematyka społeczno-gospodarcza średniowiecza.
Według Macieja Sobieraja był tajnym współpracownikiem SB jako TW „Jankowski”.

## Wybrane publikacje
- Rozwój sieci parafialnej w Prepozyturze Wiślickiej w średniowieczu. Studium geograficzno-historyczne, Warszawa 1965.
- Prepozytura Wiślicka do schyłku XVIII wieku: materiały do struktury organizacyjnej, Lublin 1976.
- Z badań nad dziejami zakonów i stosunków wyznaniowych na ziemiach polskich, Lublin 1984.
- Parafie w średniowiecznej Polsce: struktura i funkcje społeczne, Lublin 2004.